# Крістель Боденштайн
Крістель Боденштайн (нім. Christel Bodenstein; 13 жовтня 1938 — 5 грудня 2024) – німецька акторка кіно й телепроєктів, яка брала участь у становленні німецької кіно- і телеіндустрії.

## Біографія
Народилася 1938 року в Мюнхені. 1949 року, з розділом Німеччини на Східну й Західну держави, Крістель з матір'ю переїхала у Лейпциг, НДР. Займалася балетом. Акторство почала вивчати в Академії кіно і телебачення у Потсдамі.
З 1960 по 1978 рік була одружена з режисером Конрадом Вольфом, народивши сина Марко. Вдруге була одружена із актором і драматургом Гассо фон Ленськи.

### Кар'єра
Крістель Боденштайн дебютувала в кіно 1956 року, будучи студенткою, після чого працювала у фільмах-казках студії DEFA «Хоробрий маленький кравець» і «Співоче, дзвінке дерево». Останній фільм зробив її відомою. За свою кар'єру до возз'єднання Німеччини знялася в понад 40 фільмах.
В об'єднаній Німеччині Боденштайн можна побачити в ролі травниці в єдиному фільмі «Співоче, дзвінке дерево» 2016 року (ремейку фільму 1957 року, у якому вона втілила принцесу). Її зображення зі старого фільму також можна побачити як портрет королеви.